# België op de Olympische Winterspelen 1998
Tijdens de Olympische Winterspelen van 1998 die in Nagano werden gehouden nam België voor de zestiende keer deel.
België werd op de achttiende editie vertegenwoordigd door één man die deel nam bij het schaatsen.
De tot Belg genaturaliseerde Bart Veldkamp behaalde deze editie na 50 jaar weer een medaille op de Winterspelen voor België. Na brons in 1924 (5-mansbob), brons in 1928 (Robert Van Zeebroeck in het kunstrijden) en goud (van kunstrijdpaar Micheline Lannoy / Pierre Baugniet) en zilver (4-mansbob) in 1948 veroverde hij een bronzen medaille op de 5000 meter, de vijfde medaille in totaal op de Winterspelen. België kwam daarmee op de 22e plaats in het medailleklassement.
Voor Bart Veldkamp was het zijn derde deelname aan de Winterspelen, in 1992 en 1994 kwam hij voor Nederland uit en won tijdens die beide spelen goud (1992) en brons (1994) op de 10.000 meter.

## Medailleoverzicht
| Sport     | Olympiër      | Discipline | Medaille |
| --------- | ------------- | ---------- | -------- |
| Schaatsen | Bart Veldkamp | 5000 m (m) | Brons    |

## Deelnemers en resultaten
(m) = mannen, (v) = vrouwen 

### Schaatsen
| Olympiër (deelname)                 | Discipline   | Resultaat | Prestatie          |
| ----------------------------------- | ------------ | --------- | ------------------ |
| Bart Veldkamp (3) 2x voor Nederland | 1500 m (m)   | 17e       | 1.51,73 (+ 3,86)   |
| Bart Veldkamp (3) 2x voor Nederland | 5000 m (m)   | Brons     | 6.28,31 (+ 6,11)   |
| Bart Veldkamp (3) 2x voor Nederland | 10.000 m (m) | 4e        | 13.29,69 (+ 14,36) |

Amerikaanse Maagdeneilanden · Andorra · Argentinië · Armenië · Australië · Azerbeidzjan · België · Bermuda · Bosnië en Herzegovina · Brazilië · Bulgarije · Canada · Chili · China · Chinees Taipei · Cyprus · Denemarken · Duitsland · Estland · Finland · Frankrijk · Georgië · Griekenland · Groot-Brittannië · Hongarije · Ierland · IJsland · India · Iran · Israël · Italië · Jamaica · Japan · Joegoslavië · Kazachstan · Kenia · Kirgizië · Kroatië · Letland · Liechtenstein · Litouwen · Luxemburg · Macedonië · Moldavië · Monaco · Mongolië · Nederland · Nieuw-Zeeland · Noord-Korea · Noorwegen · Oekraïne · Oezbekistan · Oostenrijk · Polen · Portugal · Puerto Rico · Roemenië · Rusland · Slovenië · Slowakije · Spanje · Trinidad en Tobago · Tsjechië · Turkije · Uruguay · Venezuela · Verenigde Staten · Wit-Rusland · Zuid-Afrika · Zuid-Korea · Zweden · Zwitserland